# Ноетиане

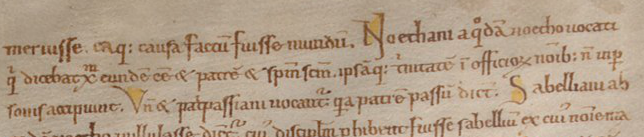
Исидор Севильский в книге Этимологии о ноетианах. Лист 213v Гигантского кодекса. Рукопись XIII век, Национальная библиотека Швеции.

Ноетиа́не, или ноитиа́не, или ноэтиа́не (др.-греч. νοητιανοί; лат. noetiani; др.-рус. раӡѹмьници) — еретики, III века, названные по имени основателя их учения — Ноета. 
Наиболее раннее описание учения ноетиан в 10 книге сочинения «Философумена», у Ипполита Римского в сочинении «Против ереси некоего Ноэта».
Ноетиане описаны Епифанием в «Панарионе» в числе 80 ересей и Иоанном Дамаскиным в книге «О ста ересях вкратце», у обоих авторов это 57 ересь. Ноетиане описаны Августином в книге «De Haeresibus ad Quodvultdeum Liber Unus» и безымянным автором трактата «Предестинат» (лат. «Praedestinatus»); у обоих авторов это 36 ересь. 
Ноет учил, что Христос – Сын и Отец, и Святой Дух одновременно. Сам Отец родился, и пострадал, и умер. Самого же себя Ноет называл Моисеем, а брата своего Аароном. Ноет считается отцом патрипассиан (отцестрастников). Учение Ноета по отношению к лицам Троицы — такое же, как и Праксея. Ученик Ноета, Епигон, придя в Рим, распространил там его учение, а ученик последнего, Клеомен, основал настоящую школу ноетиан и сам стал во главе ее. Епископы римские Зефирин и Каллист покровительствовали ноетианам и даже сами увлекались их учением. Только по смерти Каллиста, в 223 году, учение ноетиан стало терять свое значение. В лице Савеллия Птолемаидского пресвитера, учение которого представляет полнейшее развитие системы монархиан-модалистов, ересь Ноета была осуждена на Александрийском соборе в 261 году и на Римском соборе в 262 году.  